# Lijst van muurgedichten in Leiden
Hier wordt een overzicht gegeven van de muurgedichten die in het kader van het project Gedichten op muren van de Stichting TEGEN-BEELD (en buiten dat kader) zijn aangebracht op een groot aantal muren in de Nederlandse stad Leiden. Het originele project behelsde 101 muurgedichten, die werden aangebracht tussen 1992 en 2005. Sommige muurgedichten zijn verloren gegaan, maar het overgrote deel is nog aanwezig, zij het soms opnieuw geschilderd. Bovendien werden vanaf 2010 nog enkele nieuwe muurgedichten toegevoegd. Er zijn ook ongeveer vijftig muurgedichten in Leiden die geen deel van het project uitmaken.
De muurgedichten in Leiden zijn populair bij de bevolking en bij toeristen: al snel kwam er een wandeling langs de gedichten, in 2004 werden 50 gedichten op muziek gezet (cd van Huub de Vriend en Street Fable) en in 2013 werd een set met 18 ansichtkaarten van de gedichten uitgebracht.

## Muurgedichten aangebracht door Stichting TEGEN-BEELD
- Gedichten met in de lijst doorgestreepte volgnummers zijn niet meer op de muur aanwezig.

| Nummer | Dichter                                                                                                  | Gedicht                                                                | Taal                    | Adres                                                                            | Sinds       | Bijzonderheden | Foto                                                                          |
| ------ | --- | ---------------------------------------------------------------------- | ----------------------- | -------------------------------------------------------------------------------- | ----------- | --- | ----------------------------------------------------------------------------- |
| 1      | Marina Ivanovna Tsvetajeva                                                                               | Моим стихам (Aan mijn verzen)                                          | Russisch                | Nieuwsteeg 1 (hoek Kloksteeg)                                                    | 1992        | geen |                                                                               |
| 2      | William Shakespeare                                                                                      | Sonnet XXX                                                             | Engels                  | Rapenburg 30 (hoek Houtstraat)                                                   | 1992        | geen |                                                                               |
| 3      | Aleksandr Blok                                                                                           | Ночь, улица, фонарь, аптека (Nacht)                                    | Russisch                | Thorbeckestraat 52 (hoek Roodenburgerstraat)                                     | 1993        | geen |                                                                               |
| 4      | Jotie T'Hooft                                                                                            | De dichter is een gedicht                                              | Nederlands              | Rapenburg 91 (hoek Kolfmakersteeg)                                               | 1993        | geen |                                                                               |
| 5      | Louis (Little Coon) Oliver (pseudoniem voor Wotkoce Okisce)                                              | Maskoke Okisce (Creek Fabel)                                           | Muskogi                 | Nieuwe Rijn 23 (hoek Burgsteeg)                                                  | 1993        | geen |                                                                               |
| 6      | Hans Lodeizen                                                                                            | Wij zullen het leven...                                                | Nederlands              | Haarlemmerstraat 78 (hoek Clarensteeg)                                           | 1993        | geen |                                                                               |
| 7      | Paul Verlaine                                                                                            | Chanson d'automne (Herfstlied)                                         | Frans                   | Pieterskerkhof 4                                                                 | 1993        | Het gedicht is van de muur verwijderd in 2019. |                                                                               |
| 8      | Jan Hanlo                                                                                                | De mus                                                                 | Nederlands              | Nieuwe Rijn 107                                                                  | 1993        | geen |                                                                               |
| 9      | Eugenio Montale                                                                                          | Non chiederci (Nee, vraag ons niet...)                                 | Italiaans               | Oude Rijn 138 (hoek Pelikaanstraat)                                              | 1993        | geen |                                                                               |
| 10     | J.C. Bloem                                                                                               | Verlaine                                                               | Nederlands              | Langebrug 107 (Gekroonde Liefdespoort)                                           | 1993        | Hier aangebracht omdat Bloem op dit adres woonachtig was tussen 1900 en 1905; de titel verwijst naar de dichter Verlaine; oorspr. beschadigd door overgroei klimop, later verwijderd. |                                                                               |
| 11     | Rainer Maria Rilke                                                                                       | Das ist Sehnsucht: Wohnen im Gewoge (Verlangen is: wonen in deining)   | Duits                   | Herensteeg 39                                                                    | 1993        | De originele schildering verdween in 1999 bij een restauratie van de gevel, maar werd opnieuw aangebracht. |                                                                               |
| 12     | Jorge Eduardo Eielson                                                                                    | Misterio (Mysterie)                                                    | Spaans                  | Noordeinde 6 (hoek Weddesteeg)                                                   | 1993        | geen |                                                                               |
| 13     | I.K. Bonset (pseudoniem voor Theo van Doesburg)                                                          | Lobelia I                                                              | Nederlands              | Doezastraat 5                                                                    | 1993        | geen |                                                                               |
| 14     | Ingeborg Bachmann                                                                                        | Wahrlich (Waarlijk)                                                    | Duits                   | Nieuwe Rijn 94                                                                   | 1993        | Bachmann droeg het gedicht Wahrlich op aan Anna Achmatova. (Derde woord in eerste regel ("ein") is fout gespeld.) |                                                                               |
| 15     | Álvaro de Campos (heteroniem van Fernando Pessoa)                                                        | Às vezes... (Soms heb ik...)                                           | Portugees               | Vliet 46 (hoek Kampersteeg)                                                      | 1993        | geen |                                                                               |
| 16     | Carlos Drummond de Andrade                                                                               | Papel (Papier)                                                         | Portugees               | Middelstegracht 87                                                               | 1993        | geen |                                                                               |
| 17     | Frederik van Eeden                                                                                       | De waterlelie                                                          | Nederlands              | Valkenhorst 30                                                                   | 1994        | Het woord "is" dat in de tweede regel tussen "blank" en "en" dient te staan, is vergeten. |                                                                               |
| 18     | Willem Hussem                                                                                            | Zet het blauw...                                                       | Nederlands              | Kaiserstraat 24                                                                  | 1994        | geen |                                                                               |
| 19     | Konstantínos Kaváfis                                                                                     | Κρυμμενα (Verborgenheden)                                              | Grieks                  | Turfmarkt 6 (hoek Caeciliastraat)                                                | 1994        | geen |                                                                               |
| 20     | Pierre Reverdy                                                                                           | Feuille ouverte (Geopend blad)                                         | Frans                   | Haven 3A                                                                         | 1994        | Een eerdere versie was uitgevoerd met een geometrische figuur |                                                                               |
| 21     | Hendrik Marsman                                                                                          | Val                                                                    | Nederlands (Duits)      | Zoeterwoudsesingel 42                                                            | 1994        | geen |                                                                               |
| 22     | Guillaume Apollinaire (pseudoniem voor Guillelmus Albert Vladimir Alexandre Apollinaris de Kostrowitzki) | Loin du pigeonnier (Ver van de duiventil)                              | Frans                   | Middelstegracht (hoek Kloosterpoort)                                             | 1994        | De originele schildering uit 1994 met een witte achtergrond is in 2006 vervangen door een nieuwe versie met gele achtergrond. |                                                                               |
| 23     | E.E. Cummings                                                                                            | The hours rise up (De uren rijzen)                                     | Engels                  | Nieuwe Rijn 36 (hoek Beschuitsteeg)                                              | 1994        | Het gedicht verdween in 2005 bij een schilderbeurt, maar werd daarna opnieuw aangebracht. Het getal "23" refereert aan het feit dat het het 23e gedicht in het project was. |                                                                               |
| 24     | Langston Hughes                                                                                          | Danse Africaine                                                        | Engels                  | Nieuwe Rijn 46 (hoek Hartesteeg)                                                 | 1994        | geen |                                                                               |
| 25     | Matsuo Bashō                                                                                             | Araumiya (Een woedende zee!)                                           | Japans                  | Rapenburg 75 (hoek Nonnensteeg)                                                  | 1994        | Bij een schilderbeurt van de muur in juli 2006 is het gedicht overschilderd; het is inmiddels opnieuw aangebracht |                                                                               |
| 26     | Jorge Luis Borges                                                                                        | El apice (De top)                                                      | Spaans                  | Groenhovenstraat 18                                                              | 1994        | Het muurgedicht werd tot de winter 2002-2003 geflankeerd door een piramidevormige naaldboom. Het gedicht is in 2020 overschilderd. |                                                                               |
| 27     | Octavio Paz                                                                                              | Aqui (Hier)                                                            | Spaans                  | Zonneveldstraat 18                                                               | 1994        | geen |                                                                               |
| 28     | Konrad Bayer                                                                                             | Franz War                                                              | Duits                   | Kaasmarkt 4                                                                      | 1994        | geen |                                                                               |
| 29     | Josef Sarig                                                                                              | מאזניים (Weegschaal)                                                   | Hebreeuws               | Herengracht 47                                                                   | 1995        | geen |                                                                               |
| 30     | Jabra Ibrahim Jabra                                                                                      | Als een poolwinter                                                     | Arabisch                | Berlagestraat 13a                                                                | 1995        | geen |                                                                               |
| 31     | Chairil Anwar                                                                                            | Aku (Ik)                                                               | Indonesisch             | Kernstraat 17a                                                                   | 1995        | geen |                                                                               |
| 32     | Tadeusz Różewicz                                                                                         | Pisałem (Ik schreef)                                                   | Pools                   | Oude Vest 79 (hoek Mirakelsteeg)                                                 | 1995        | Het origineel uit 1995 met olijfgroene letters is eerst vervangen door een versie met donkerblauwe letters en later door deze versie met witte letters op een rode achtergrond. |                                                                               |
| 33     | Jan van Hout                                                                                             | Vruntschap (Vriendschap)                                               | Nederlands              | Buitenruststraat 1 (hoek Drie Octoberstraat)                                     | 1995        | geen |                                                                               |
| 34     | William Butler Yeats                                                                                     | A coat (Een jas)                                                       | Engels                  | Lange Mare 31-33                                                                 | 1995        | geen |                                                                               |
| 35     | J.H. Krchovský                                                                                           | Na samém konci (Helemaal aan het eind)                                 | Tsjechisch              | Ververstraat 10 (hoek De Bleek)                                                  | 1995        | Bij een schilderbeurt van de muur in 2004 is het gedicht overschilderd. |                                                                               |
| 36     | Salvador Espriu i Castelló                                                                               | Pluja (Regen)                                                          | Catalaans               | Rijn en Schiekade 125 (hoek Telderskade)                                         | 1995        | Beschadigd door overgroei van klimop |                                                                               |
| 37     | Paul van Ostaijen                                                                                        | Mobile                                                                 | Nederlands              | Boerhaaveplein 44                                                                | 1995        | geen |                                                                               |
| 38     | Lucebert (pseudoniem voor L.J. Swaanswijk)                                                               | Poëzie is kinderspel                                                   | Nederlands              | Apollolaan 262                                                                   | 1995        | zowel tekst als ondergrond zijn anno 2016 zo goed als verdwenen |                                                                               |
| 39     | Seiichi Niikuni                                                                                          | 川 州 (Rivier/zandbank)                                                | Japans                  | Pieterskerkgracht 17                                                             | 1996        | geen |                                                                               |
| 40     | Jan Eijkelboom                                                                                           | O                                                                      | Nederlands              | 4e Binnenvestgracht (hoek Geregracht)                                            | 1996        | geen |                                                                               |
| 41     | Neeltje Maria Min                                                                                        | Mijn moeder is mijn naam vergeten                                      | Nederlands              | Rijn- en Schiekade 74                                                            | 1996        | De oorspronkelijke schildering uit 1996 is inmiddels bij een renovatiebeurt van het huis overschilderd, maar opnieuw aangebracht. |                                                                               |
| 42     | William Carlos Williams                                                                                  | Riposte                                                                | Engels                  | Breestraat 81 (hoek Diefsteeg)                                                   | 1996        | Dit gedicht is bij het overschilderen van de muur in 2012 verdwenen. |                                                                               |
| 43     | Sappho                                                                                                   | Eenmaal                                                                | Grieks                  | Oude Singel 126 (hoek Volmolengracht)                                            | 1996        | geen |                                                                               |
| 44     | Luís Vaz de Camões                                                                                       | zonder titel                                                           | Portugees               | Lange Mare 71a (hoek Clarensteeg)                                                | 1996        | Dit gedicht is bij het overschilderen van de muur in 2002 verdwenen. |                                                                               |
| 45     | Velimir Chlebnikov                                                                                       | Когда умирают кони... (Als paarden sterven)                            | Russisch                | Apothekersdijk 26                                                                | 1996        | Zowel in de eerste als de tweede regel van het gedicht is in het woord умирают (zij sterven) de "а" vergeten. |                                                                               |
| 46     | J. Bernlef (pseudoniem voor Hendrik Jan Marsman)                                                         | zonder titel                                                           | Nederlands              | Sint Ursulasteeg 28 (deel 1) Caeciliasteeg (deel 2)                              | 1997        | geen |                                                                               |
| 47     | Gerrit Achterberg                                                                                        | Kleine ode aan het water                                               | Nederlands              | Rijnkade 8                                                                       | 1997        | geen |                                                                               |
| 48     | Vallana                                                                                                  | zonder titel                                                           | Sanskriet               | Haagweg 14 (hoek Potgieterlaan)                                                  | 1997        | geen |                                                                               |
| 49     | Trefossa (pseudoniem voor Henri Frans de Ziel)                                                           | Gronmama                                                               | Sranantongo             | Pelikaanstraat 9 (Van der Werffstraat, Lege Werfsteeg)                           | 1997        | De originele schildering werd in 2004 overschilderd, maar is inmiddels opnieuw aangebracht. |                                                                               |
| 50     | Ranggawarsita                                                                                            | serat Kalatidha (Een duistere tijd)                                    | Javaans                 | Kraaierstraat 34 (hoek Haverstraat)                                              | 1997        | Ranggawarsita (1802–1873) was hofdichter te Surakarta |                                                                               |
| 51     | Anna Achmatova                                                                                           | Муза (Muze)                                                            | Russisch                | Johan de Wittstraat 57                                                           | 1997        | Het originele gedicht had een paarse achtergrond met turquoise letters. Vanwege esthetische bezwaren van buurtbewoners werd (na inspraakavonden onder leiding van wethouder Alexander Pechtold) de versie met de paarse achtergrond in 1999 verwijderd. Na enige tijd werd een nieuwe versie aangebracht met goudkleurige letters. |                                                                               |
| 52     | Nasir Kazmi                                                                                              | zabaa.N suKhan ko (De tong zal het woord missen)                       | Urdu                    | Burgsteeg 12                                                                     | 1997        | De achternaam van de dichter is abusievelijk met een extra -a- gespeld |                                                                               |
| 53     | Judith Herzberg                                                                                          | Spreeuw                                                                | Nederlands              | Boshuizerlaan 5                                                                  | 1997        | De originele schildering kreeg in 2008 een opknapbeurt en werd opnieuw aangebracht. |                                                                               |
| 54     | Chr. J. van Geel                                                                                         | Bewogen                                                                | Nederlands              | Hogewoerd 77                                                                     | 1997        | geen |                                                                               |
| 55     | Osip Mandelstam                                                                                          | Ленинград (Leningrad)                                                  | Russisch                | Haagweg 29                                                                       | 1997        | De toenmalige eigenaar van Haagweg 29 had bijzondere voorkeur voor het gedicht Leningrad. Voorvaderen van de eigenaar waren zogenaamde Rusluie, inwoners van Vriezenveen (Ov), die - reizend per huifkar - handelsbetrekkingen onderhielden met Sint-Petersburg, de toenmalige hoofdstad van Rusland. Leningrad was van 1924 tot 1991 de naam van Sint-Petersburg. |                                                                               |
| 56     | Christophle Plantin                                                                                      | Le bonheur de ce monde (Het werelds geluk)                             | Frans                   | Hooigracht 106A (hoek Kaasmarkt)                                                 | 1998        | geen |                                                                               |
| 57     | Jan Arends                                                                                               | zonder titel                                                           | Nederlands              | Botermarkt 12 (hoek Choorlammersteeg)                                            | 1998        | Dit gedicht werd in het voorjaar 2005 overgeschilderd. Het is in mei 2009 opnieuw aangebracht. |                                                                               |
| 58     | Herman Gorter                                                                                            | Blauw (vlamt de lucht)                                                 | Nederlands              | Uiterstegracht 62                                                                | 1998        | Het gedicht is in 2024 verdwenen (overgeschilderd). |                                                                               |
| 59     | John Keats                                                                                               | On death (Op de dood)                                                  | Engels                  | Breestraat 113                                                                   | 1998        | Het gedicht bevond zich tot eind 2018 binnen, in boekhandel Van Stockum. |                                                                               |
| 60     | Pierre de Ronsard                                                                                        | A son âme (Aan haar ziel)                                              | Frans                   | voorheen Oostdwarsgracht 12 (hoek Baatstraat) thans Klokpoort (hoek Oude Singel) | 1998 (2008) | Het originele gedicht aan de Oostdwarsgracht is thans verwijderd en verplaatst naar de hoek Klokpoort/Oude Singel, waar het gedicht in nieuwe stijl is herrezen. | Het oude gedicht aan de Oostdwarsgracht · Het nieuwe gedicht aan de Klokpoort |
| 61     | Leo Vroman                                                                                               | In 14 boeken                                                           | Nederlands              | Plantsoen 1                                                                      | 1998        | geen |                                                                               |
| 62     | Marinus van der Lubbe                                                                                    | O, Arbeid                                                              | Nederlands              | Van der Lubbehof 1                                                               | 1998        | Het gedicht werd kort na de onthulling beschermd door middel van gaas, aangezien de muur waarop het gedicht was aangebracht gelegen was langs een voetbalveldje. Dit gaas werd daarna vervangen door tralies. |                                                                               |
| 63     | Ingrid Jonker                                                                                            | Die kind wat dood geskiet is deur soldate by Nyanga                    | Afrikaans               | Trix Terwindstraat 4-6                                                           | 1998        | geen |                                                                               |
| 64     | Elisabeth Eybers                                                                                         | Taalles                                                                | Afrikaans               | Anne Frankschool, Zuster Meijboomstraat 2                                        | 1998        | geen |                                                                               |
| 65     | Antony Kok                                                                                               | Jagadada                                                               | Nederlands              | Damlaan 1                                                                        | 1998        | Het gedicht is als gevolg van de sloop van de gymzaal waarop het was aangebracht in 2004 verdwenen, maar in april 2010 opnieuw aangebracht. |                                                                               |
| 66     | Adam Mickiewicz                                                                                          | Bajdary (Het Dal van Bajdaar)                                          | Pools                   | Haarlemmerweg 5a                                                                 | 1998        | Het muurgedicht werd in de zomer van 2011 opnieuw aangebracht. |                                                                               |
| 67     | Pablo Neruda                                                                                             | XXIV - Testamento (II) (XXIV - Testament (II))                         | Spaans                  | Breestraat 99                                                                    | 1998        | Aangebracht ter gelegenheid van het afscheid van burgemeester Cees Goekoop. |                                                                               |
| 68     | Paul Marijnis                                                                                            | Zwarte zwanen                                                          | Nederlands              | Hogewoerd 158                                                                    | 1999        | geen |                                                                               |
| 69     | Arthur Rimbaud                                                                                           | Sensation (Gevoel)                                                     | Frans                   | Rembrandtstraat 27                                                               | 1999        | geen |                                                                               |
| 70     | Wisława Szymborska                                                                                       | Pochwała złego o sobie mniemania (Lof van de geringe eigendunk)        | Pools                   | Maresingel 54                                                                    | 1999        | geen |                                                                               |
| 71a    | anoniem                                                                                                  | Hebban olla vogala                                                     | Oudnederlands           | Rapenburg 70-74                                                                  | 1999        | Het gedicht bevindt zich in het trappenhuis van de oude Universiteitsbibliotheek Leiden |                                                                               |
| 71b    | Albert Verwey                                                                                            | Stoa                                                                   | Nederlands              | Rapenburg 70-74                                                                  | 1999        | Het gedicht bevindt zich in de tuin van de oude Universiteitsbibliotheek Leiden |                                                                               |
| 72     | Pieter Jelles Troelstra                                                                                  | Maaie op it iis (Mei op het ijs)                                       | Fries                   | Weddesteeg 4 (hoek Galgewater)                                                   | 1999        | De Friese vlag op de achtergrond is een kwartslag naar rechts gedraaid. |                                                                               |
| 73     | Hendrik de Vries                                                                                         | Een schatrijke tuin                                                    | Nederlands              | Aloëlaan 41                                                                      | 2000        | Het oorspronkelijke gedicht aan de Aloëlaan 41 is inmiddels verdwenen. Het gedicht werd in 2000 aangebracht op een huis dat door de gemeente Leiden genomineerd was om te zijner tijd te worden gesloopt en te worden vervangen door het zogeheten Oranjerieproject. Stichting Tegen-Beeld mengde zich in de discussie om het kleine stukje overgebleven groen rondom de woning door uit protest het gedicht van De Vries aan te brengen, met als treffende laatste regel "wie deze tuin indringt, zal nimmer keren." Ondanks langdurige protesten van omwonenden werd het pand op 5 juli 2001 gesloopt. Vijf jaar later werd hetzelfde gedicht, in een andere vorm opnieuw op een muur in de Aloëlaan aangebracht. |                                                                               |
| 74     | Fakir Baykurt                                                                                            | Gelincikler (Klaprozen)                                                | Turks                   | Havikhorst 1                                                                     | 2000        | Dit gedicht is van de muur verwijderd. |                                                                               |
| 75     | Cees van Hoore                                                                                           | Avond op het land                                                      | Nederlands              | Kiekendiefhorst 1                                                                | 2000        | Het gedicht is anno 2018 van de muur verwijderd. |                                                                               |
| 76     | Jit Narain (pseudoniem voor Djietnarainsingh Baldewsingh)                                                | zonder titel                                                           | Sarnami Hindoestani     | Sperwerhorst 41                                                                  | 2000        | Dit gedicht is van de muur verwijderd |                                                                               |
| 77     | Elwalid Mimoun                                                                                           | Idurar n-arrif (De bergen van de Rif)                                  | Berbers                 | Wiekelhorst 41                                                                   | 2000        | Dit gedicht is van de muur verwijderd. |                                                                               |
| 78     | Kees Buurman                                                                                             | Vlieger (2)                                                            | Nederlands              | Broekplein 2                                                                     | 2000        | geen |                                                                               |
| 79     | Du Fu | Kexi (Helaas)                                                          | Chinees                 | Buizerdhorst 22                                                                  | 2000        | Beplating kopse kant Buizerdhorst is, inclusief het erop aangebrachte gedicht, verwijderd op 4 juli 2019. |                                                                               |
| 80     | anoniem                                                                                                  | zonder titel                                                           | Buginees                | Reuvensplaats 2                                                                  | 2001        | De vertaling van het gedicht luidt "Gereisd heb ik, overal, maar nooit trof mijn oog groter wijsheid dan hier" |                                                                               |
| 81     | Derek Walcott                                                                                            | Omeros                                                                 | Engels                  | Reuvensplaats 2                                                                  | 2001        | geen |                                                                               |
| 82     | Sugawara no Michizane                                                                                    | zonder titel                                                           | Japans                  | Rapenburg 73                                                                     | 2002        | Het gedicht bevindt zich nabij de toegangspoort van de Hortus botanicus Leiden, aan de zijde van de botanische tuin. |                                                                               |
| 83     | J.J. Slauerhoff                                                                                          | 'T ZWERK ligt terneergeslagen                                          | Nederlands              | Utrechtse Jaagpad 3                                                              | 2002        | geen |                                                                               |
| 84     | Robert Desnos                                                                                            | Art rythmé; tic/Lit temps nie (Aritmische algebra/Slapend sleepliedje) | Frans                   | Kagerstraat 7                                                                    | 2002        | geen |                                                                               |
| 85     | Martinus Nijhoff                                                                                         | Het kind en ik                                                         | Nederlands              | Formosastraat 33 en 48                                                           | 2002        | geen |                                                                               |
| 86     | Nils Ferlin                                                                                              | Stjärnorna kvittar det lika ( 't Is de sterren om het even)            | Zweeds                  | De Sitterlaan 18 (hoek Van der Waalsstraat)                                      | 2003        | geen |                                                                               |
| 87     | Charles Baudelaire                                                                                       | À une passante (In het voorbijgaan)                                    | Frans                   | Zoeterwoudsesingel 55                                                            | 2003        | geen |                                                                               |
| 88     | Filippo Tomasso Marinetti                                                                                | Zang Tumb Tumb                                                         | Italiaans               | Hoge Rijndijk 8                                                                  | 2003        | geen |                                                                               |
| 89     | Francisco Gómez de Quevedo y Villegas                                                                    | ¿Ves, con el oro (XXI)                                                 | Spaans                  | Sint Pancrassteeg 2 (hoek Middelweg)                                             | 2003        | geen |                                                                               |
| 90     | Paul Celan                                                                                               | Nachmittag mit Zirkus und Zitadelle (Middag met circus en citadel)     | Duits                   | Middelweg 19                                                                     | 2003        | "Zitadelle" is in het gedicht abusievelijk met een "c" gespeld ("Citadelle) |                                                                               |
| 91     | Dylan Thomas                                                                                             | Was there a time (Was er ooit een tijd)                                | Engels                  | Lage Rijndijk 96                                                                 | 2003        | geen |                                                                               |
| 92     | Ibon Sarasola                                                                                            | Bi blueri buruz (Over de blues)                                        | Baskisch                | Multatuliplein 3                                                                 | 2003        | geen |                                                                               |
| 93     | Cornelis Bastiaan Vaandrager                                                                             | Nederlandse Spoorwegen                                                 | Nederlands              | Morsweg 16                                                                       | 2003        | Het gedicht is in spiegelbeeld aangebracht, in de NS-huisstijlkleuren. Een spiegel aan de andere zijde van het portiek waar het gedicht zich bevindt, maakt het lezen ervan mogelijk (zie hier voor een leesbare versie van het gedicht). |                                                                               |
| 94     | Cesare Simonetti                                                                                         | Treno in corsa                                                         | Italiaans               | Pelikaanstraat (hoek Oude Vest)                                                  | 2004        | geen |                                                                               |
| 95     | Hugo Claus                                                                                               | De aarde danst op haar wolken                                          | Nederlands              | Geregracht 1 (hoek Levendaal)                                                    | 2004        | Het gedicht werd aangebracht in het kader van de 75e verjaardag van Hugo Claus. |                                                                               |
| 96     | Chris Abani                                                                                              | Ode to joy (Ode aan de vreugde)                                        | Engels                  | Levendaal 81 (hoek Geregracht)                                                   | 2004        | geen |                                                                               |
| 97     | János Pilinszky                                                                                          | A mélypont ünnepélye (Feest van het dieptepunt)                        | Hongaars                | Rijnsburgerweg 144 (hoek Lijsterstraat)                                          | 2004        | Het originele Hongaarse gedicht op de zijmuur van de woning op nummer 144. (Dit origineel is omstreeks 2021 verwijderd.) |                                                                               |
| 97-bis | János Pilinszky                                                                                          | A mélypont ünnepélye (Feest van het dieptepunt)                        | Hongaars                | Rijnsburgerweg 146 (hoek Lijsterstraat)                                          | 2004        | Nederlandse vertaling op de zijmuur van Rijnsburgerweg 146. |                                                                               |
| 98     | Horatius                                                                                                 | Boek I Ode XIV                                                         | Latijn                  | Cleveringaplaats 1                                                               | 2004        | geen |                                                                               |
| 99     | Nora Kalna                                                                                               | Jūrai (Aan de zee)                                                     | Lets                    | Scheepmakersteeg 2 (hoek Rapenburg)                                              | 2005        | Dit gedicht is bij het overschilderen van de muur in 2012 verdwenen. Het was op dinsdag 18 januari 2005 onthuld door de president van Letland, mevrouw Vaira Vike-Freiberga, in aanwezigheid van koningin Beatrix. |                                                                               |
| 100    | Waring Cuney                                                                                             | Charles Parker, 1920-1955                                              | Engels                  | Langegracht 72                                                                   | 2005        | geen |                                                                               |
| 101    | Federico García Lorca                                                                                    | De profundis                                                           | Spaans                  | Langebrug (hoek Zonneveldstraat)                                                 | 2005        | Het gedicht bevindt zich op de oostmuur van het Kamerlingh Onnes Gebouw. |                                                                               |
| 102    | Sjota Roestaveli                                                                                         | De ridder in het pantervel                                             | Georgisch               | Witte Singel (hoek Witte Rozenstraat)                                            | 2010        | geen |                                                                               |
| 103    | Danila Stoyanova                                                                                         | Regen, meer en wind                                                    | Bulgaars                | Breestraat (hoek Ketelboetersteeg)                                               | 2011        | geen |                                                                               |
| 104    | Kurt Schwitters                                                                                          | Wij w88888888                                                          | Nederlands              | Surinamestraat                                                                   | 2013        | geen |                                                                               |
| 105    | Willem Wilmink                                                                                           | Spelende meisjes                                                       | Nederlands              | Maredijk (hoek Poelgeeststraat)                                                  | 2013        | Officiële onthulling woensdag 12 juni 2013, 19.30 uur, ter gelegenheid van het vierde eeuwfeest van de Maredijkbuurt van 8 t/m 15 juni 2013. |                                                                               |
| 106    | Arie Visser                                                                                              | Met licht schrijven                                                    | Nederlands              | Maredijk 19c                                                                     | 2013        | Officiële onthulling woensdag 12 juni 2013, 19.30 uur, ter gelegenheid van het vierde eeuwfeest van de Maredijkbuurt van 8 t/m 15 juni 2013. |                                                                               |
| 107    | Adonis                                                                                                   | Dayâ (Dat wat verloren gaat)                                           | Arabisch                | Papengracht 40                                                                   | 2013        | "To commemorate 400 years of Arabic Studies in Leiden (1613-2013)." |                                                                               |
| 108    | Cees van Hoore                                                                                           | Het woord is machteloos                                                | Nederlands              | Vismarkt                                                                         | 2014        | Cees van Hoore schreef op verzoek van de gemeente Leiden de tekst voor het 108e muurgedicht (bestaande uit zes afzonderlijke teksten), dat in opdracht van de gemeente is aangebracht op een zijmuur van het stadhuis door de stichting Tegen-Beeld. Het werd op 24 juni 2014 onthuld door burgemeester Henri Lenferink. |                                                                               |
| 109    | Johann Wolfgang von Goethe                                                                               | Natur und Kunst                                                        | Duits                   | Veerstraat / Plantage                                                            | 2014        | Initiatief van dispuut Faust van studentvereniging Augustinus; onthuld 11 september 2014 (‘Als blijvend geschenk en eerbetoon aan de stad Leiden en haar inwoners, ter ere van ons 20-jarig bestaan.’). |                                                                               |
| 110    | M. Vasalis                                                                                               | Eb                                                                     | Nederlands              | Doelensteeg                                                                      | 2015        | Aangebracht juni 2015 ter gelegenheid van de 115e Diës van de Vereeniging van Vrouwelijke Studenten te Leiden (VVSL). |                                                                               |
| 111    | Mohammad-Reza Shafiei Kadkani                                                                            | Goede reis                                                             | Perzisch                | Clarensteeg                                                                      | 2015        | Onthuld op donderdag 4 juni 2015 door Asghar Seyed-Gohrab en persoonlijk ondertekend door de dichter. |                                                                               |
| 112    | Guillermo E. Rosario                                                                                     | Ma                                                                     | Papiaments              | Vestwal 2-4, Leiden                                                              | 2017        | sept. 2017 |                                                                               |
| 113    | Wim Emmerik                                                                                              | Polder                                                                 | Nederlandse Gebarentaal | Hortus Botanicus, Leiden                                                         | 2017        | Video-installatie met gedicht in gebarentaal. "Onthuld" op zaterdag 14 oktober 2017 door Pepijn Reeser. Installatie verwijderd in 2024. |                                                                               |

## Overige muurgedichten in Leiden
| Nummer | Dichter               | Gedicht            | Taal       | Adres                           | Sinds | Bijzonderheden                                                                                             | Foto |
| ------ | --------------------- | ------------------ | ---------- | ------------------------------- | ----- | --- | ---- |
| 1      | Ida Gerhardt          | Code d'honneur     | Nederlands | Witte Singel / Cleveringaplaats | 2001  | Aangebracht bij het afscheid van Lammert Leertouwer als rector van de Leidse universiteit                  |      |
| 2      | Joost van Gijzen      | Webcam Quarantaine | Nederlands | Weeshuishof                     | 2021  | Combinatie liefdes- en coronagedicht. Mede mogelijk gemaakt door het WOZ-fonds.                            |      |
| 3      | Franciscus van Assisi | Zonnelied          | Nederlands | Hartebrugkerk                   | 2023  | Ter gelegenheid van Wereldgebedsdag voor de schepping 2023 aangebracht door Jojanneke Post en Lilo Boerman |      |

## Publicaties
- Marleen van der Weij: Dicht op de muur. Gedichten in Leiden. Gemeente Leiden, Dienst Bouwen en Wonen, 1996. ISBN 9080139580 (2e druk: 1996, 3e druk: 1997). 6e, gewijzigde herdruk: Burgersdijk & Niermans, Leiden, 2000. ISBN 9075089082
- Marleen van der Weij: Dicht op de muur 2. Gedichten in Leiden. Burgersdijk & Niermans, Leiden, 2005. ISBN 9075089112